# کانتون سلیکا

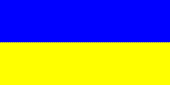
پرچم کانتون سلیکا، اکوادور

سلیکا (انگلیسی: Celica Canton) کانتونی در استان لوخا، اکوادر می‌باشد و مقر آن سلیکا است. این کانتون در غرب این استان قرار 
دارد و مساحت آن بالغ بر ۵۱۷٫۸ کیلومتر مربع است.